# Guttorm Hansen

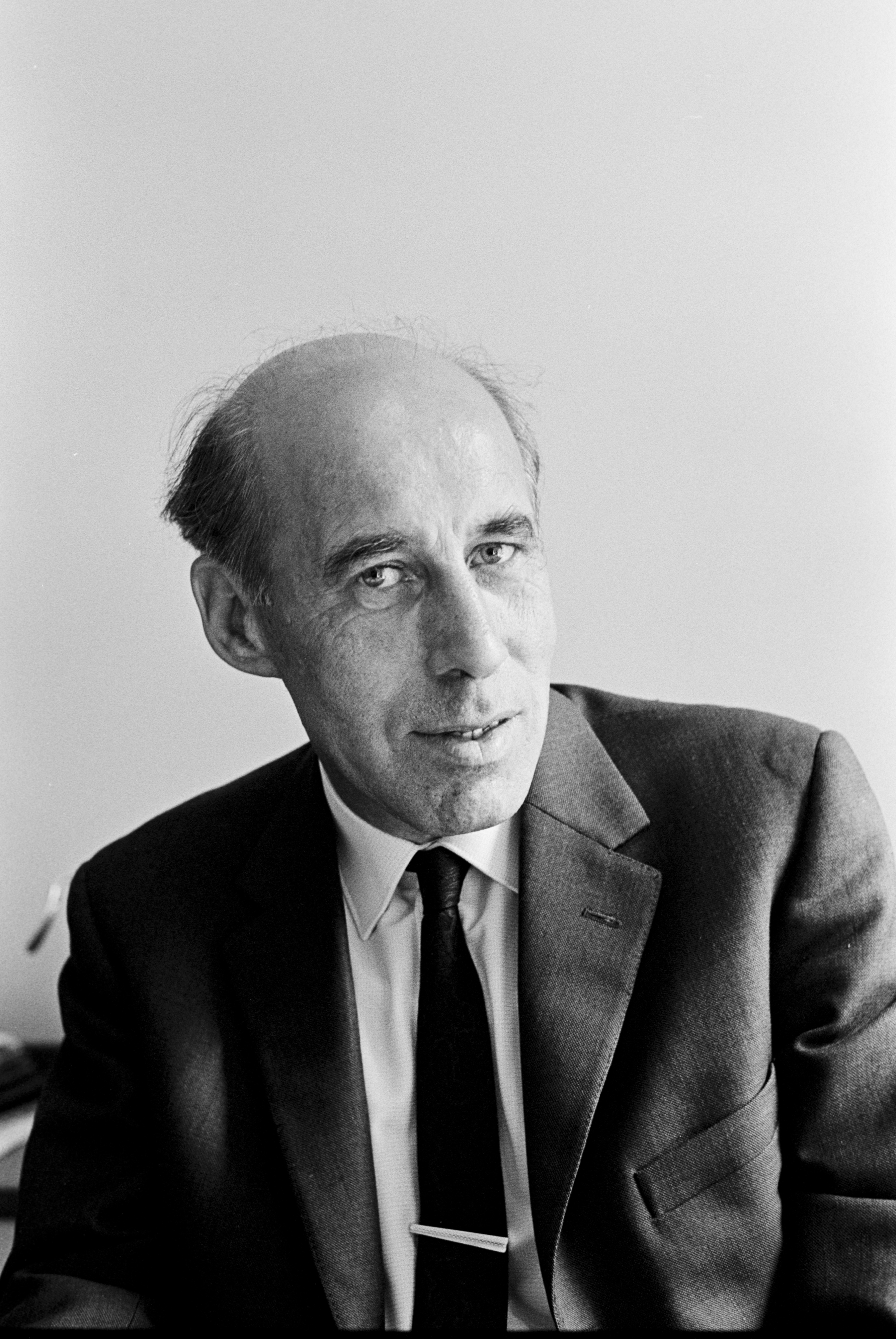
Hansen (1970)

Guttorm Hansen (* 3. November 1920 in Namsos; † 2. April 2009 ebenda) war ein norwegischer Politiker und Autor der Arbeiderpartiet (Ap).
Hansen war zunächst von 1936 bis 1945 als Mechaniker tätig. Er arbeitete dann als Journalist für verschiedene Zeitungen, zuletzt für das Namdal Arbeiderblad. Zwischen 1955 und 1963 saß er im Kommunalparlament von Namsos. 1961 wurde er für die Ap in das Storting gewählt, wo er bis 1985 die ehemalige Provinz Nord-Trøndelag vertrat. In der Zeit von März 1971 bis Oktober 1972 war er Ap-Fraktionsvorsitzender. Vom 9. Oktober 1973 bis zum 30. September 1981 hatte er das Amt des Parlamentspräsidenten inne und war zudem Vorsitzender des Wahlausschusses. Zwischen Oktober 1982 und September 1985 war er Vorsitzender des Kontrollausschusses. Weiterhin war er als Sachbuch- und Romanautor tätig.

## Bücher
- Guttorm Håkonsen (Pseudonym): Tunsjø-guden – Fortelling for gutter. Arthur Rosen forlag AS, Oslo (1943)
- Arbeiderbevegelsen i Nord-Trøndelag 50 år (1953)
- Rypesvea (1975). Roman.
- Fjellets lasso rundt mitt hjerte. Om vandringer, dyr og folk i Børgefjell og andre Namdalske fjell (1979).
- Arti å hør de læll: Trønderhumor i flere variasjoner (1982).
- Trygve Bratteli, en søyle av vilje (Paul Engstad) (1984). Biografie.
- Der er det godt å sitte:  Hverdag på Løvebakken gjennom hundre års parlamentarisme. (1984).
- Trehesten, Partiet og Gutten:  Bilder fra en barndom (1987). Biografie.
- Fra min plass. Politiske erindringer 1970-1985 (1986). Autobiografie.
- Mitt Trøndelag (1991). Bildband.